# Villeporcher
Villeporcher ist eine französische Gemeinde mit 146 Einwohnern (Stand: 1. Januar 2022) im Département Loir-et-Cher in der Region Centre-Val de Loire. Sie gehört zum Arrondissement Vendôme und ist Teil des Kantons Montoire-sur-le-Loir. Die Einwohner werden Villeporcherois genannt.

## Geografie
Villeporcher liegt etwa 34 Kilometer nordöstlich von Tours und etwa 27 Kilometer westnordwestlich von Blois. Umgeben wird Villeporcher von den Nachbargemeinden Saint-Amand-Longpré im Norden, Saint-Gourgon im Norden und Osten, Saint-Cyr-du-Gault im Süden und Osten, Saunay im Süden und Südwesten sowie Villechauve im Westen.

## Einwohnerentwicklung
| 1962                       | 1968 | 1975 | 1982 | 1990 | 1999 | 2006 | 2017 |
| 245                        | 210  | 149  | 151  | 130  | 136  | 145  | 153  |
| Quellen: Cassini und INSEE |      |      |      |      |      |      |      |

## Sehenswürdigkeiten
- Kirche Saint-Pierre